# 亚历山大·波特列索夫
亚历山大·波特列索夫（俄语：Алекса́ндр Никола́евич Потре́сов，1869年8月31日—1934年7月11日）俄国社会民主主义政治家，俄国社会民主工党孟什维克领导人之一，《火星报》六位创始编辑之一。